# Adler 4/28
L'Adler 4/28 est une automobile du constructeur allemand Adler produite entre 1904 et 1909.

## Production
L’entreprise basée à Francfort-sur-le-Main a commencé à produire des automobiles en 1900. Le nom de la marque était Adler.
Les 28 HP étaient disponibles en spider, en phaéton ou en berline. 
Le moteur quatre cylindres avait 4156 cm³ avec un alésage de 105 mm et une course de 120 mm. La puissance maximale de 28 HP a été atteinte à 1300 tr/min. Le système d’allumage fonctionnait sur une batterie et une bobine d’induction. Le réservoir de carburant se trouvait à l’avant du compartiment moteur et fonctionnait selon le principe de la pente. L’automobile à quatre ou six places avaient un empattement de 3150 mm et une largeur de voie de 1300 mm. Le Spider avait un empattement de 2100 mm. Les roues étaient des roues à rayons de bois avec des pneus de 810 x 100.

## Galerie

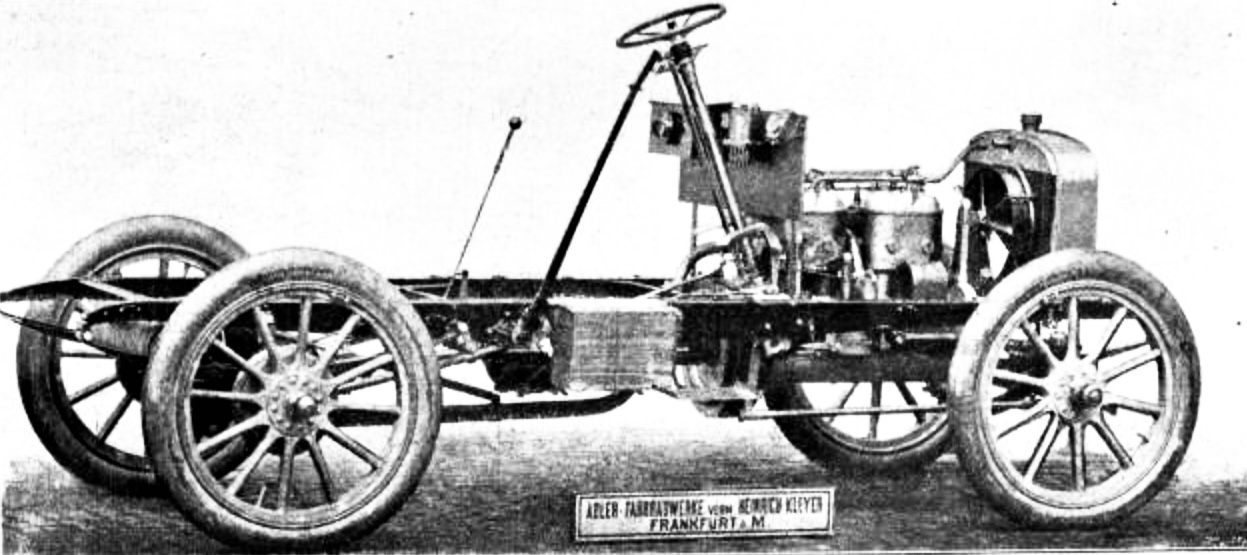
Adler Chassis 4 cylindres (1904)
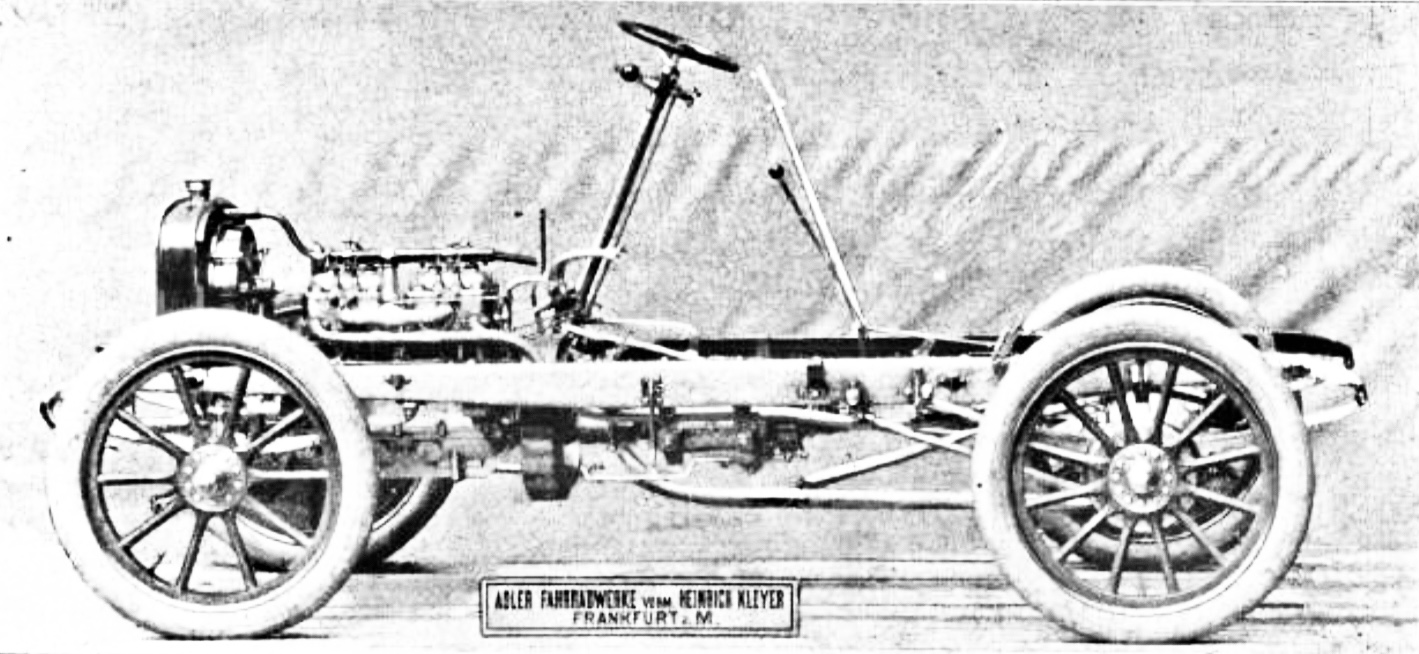
Adler Chassis 4 cyl. (1904)
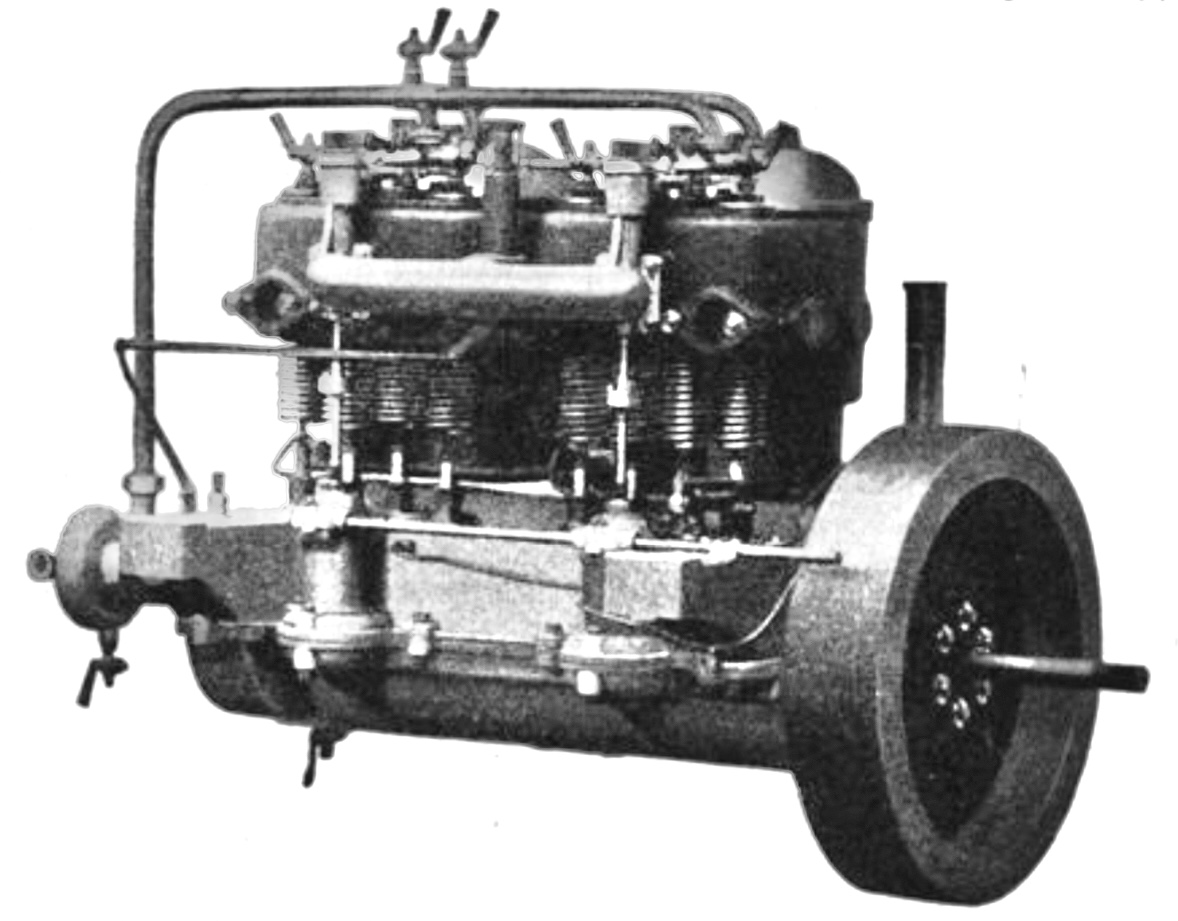
Adler Moteur 4/28 (1903)
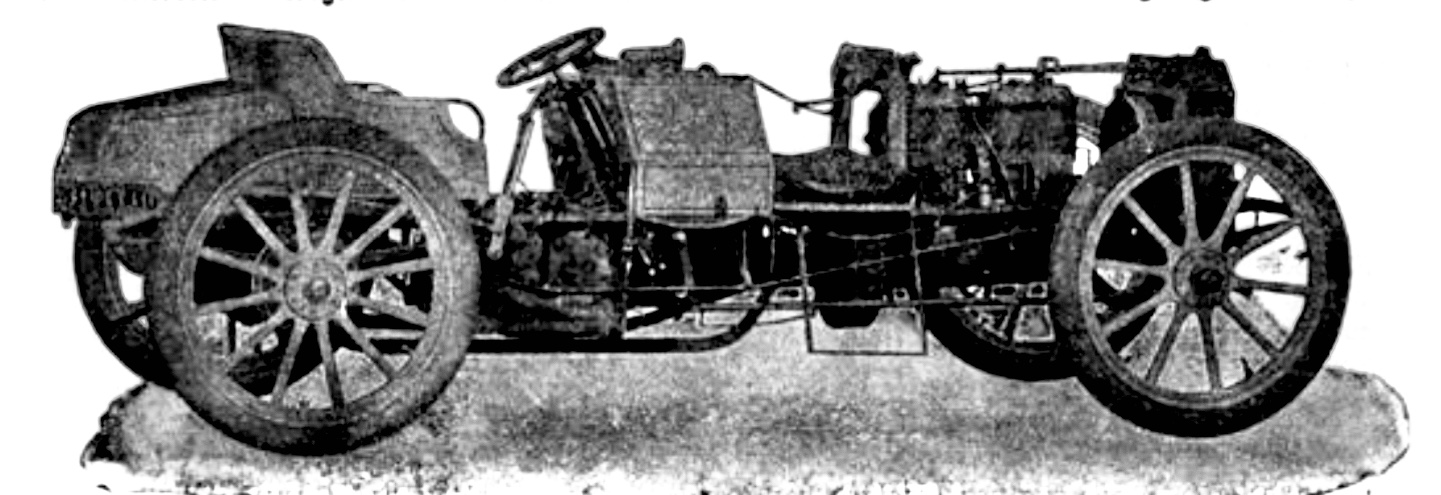
Adler Spider 4/28